# Laurence
Laurence is een van oorsprong Franse voornaam voor meisjes. Het is de vrouwelijke vorm van de jongensnaam Laurent, een Franse vorm van de Romeinse naam Laurentius voor iemand afkomstig uit de Romeinse stad Laurentum in Latium.
Laurence is tevens een Engelse jongensnaam. Het is een variant van Lawrence. 
Laurence wordt ook gebruikt als achternaam.